# Модель ударного формування Місяця

Один з варіантів Гігантського зіткнення. Вид з південного полюса Сонця

Модель ударного утворення Місяця (вживається також термін «модель мегаімпакту», «гігантське зіткнення» (від англ. Giant impact) та ін.) — одна з поширених гіпотез виникнення Місяця.

## Загальний опис
Відповідно до цієї моделі, Місяць виник внаслідок зіткнення молодої Землі та небесного тіла, за розмірами подібного до Марса. Цей ймовірний об'єкт іноді називають Тейя на честь однієї з сестер-титанід, матері Геліоса, Еос та Селени (Місяця).
Дані, отримані у межах місії «Аполлон», згідно з якими співвідношення ізотопів титану в місячних зразках збігається із земним, потребували перегляду наявних моделей утворення Місяця з урахуванням ізотопної однорідності. В даний час існує декілька різновидів теорії зіткнення, які дають змогу пояснити цю однорідність. Зокрема, Тейя могла бути масивнішою, ніж вважалося досі, або Місяць міг остигати довше.
Доказами справжності цієї гіпотези вважаються: 
- Зразки місячного ґрунту, які вказують на те, що поверхня Місяця колись була розплавленою.
- Відносно мале ядро Місяця із сірчистого заліза.
- Свідчення подібних зіткнень в інших зоряних системах з утворенням залишкового диску.
- Схожу орієнтацію обертання Землі та Місяця.
- Менша густина Місяця порівняно з Землею.
- Великі зіткнення відповідають теорії створення Сонячної системи.
- Співвідношення стабільних ізотопів місячної та земної порід ідентичні та можуть мати спільне походження.[4]

Однак залишилось декілька питань, пов'язаних з цією гіпотезою, які так і не отримали пояснення. До них можна віднести: відсутність у місячних зразках очікуваного процентного вмісту легких елементів, оксидів заліза або сидерофільних елементів, а також відсутність доказів того, що Земля колись мала океани магми, що припускається цією гіпотезою. 
Вперше теорію гігантського зіткнення висунули Вільям К. Гартман та Дональд Р. Девіс в 1975 році у статті, надрукованій в журналі «Icarus».

## Перебіг зіткнення
4,533 мільярдів років тому, невдовзі після утворення, Земля зіткнулася з протопланетою Тейя. Удар припав не по центру, а під кутом (майже по дотичній). У підсумку, більша частина речовини тіла, яке вдарилося,  і частина речовини земної мантії були викинуті на навколоземну орбіту. Із цих уламків зібрався прото-Місяць і почав рухатися по орбіті з радіусом близько 60 000 км. Земля внаслідок удару отримала різкий приріст швидкості обертання (один оберт за 5 годин) і помітний нахил осі обертання.
З комп'ютерної моделі цієї події було зроблено висновок, що Місяць набув своєї кулястої форми протягом від одного року до ста років після зіткнення.
Свідчать про таке зіткнення зібрані екіпажами космічних апаратів «Аполлон» зразки місячних порід, які за складом ізотопів кисню майже подібні речовині земної мантії. Під час хімічного дослідження цих зразків не виявлено ні летких сполук, ні легких елементів; вважається, що вони були «випарувані» внаслідок надзвичайно сильного нагріву, який супроводжував утворення цих порід. Сейсмометрією на Місяці були виміряні розміри її залізо-нікелевого ядра, яке виявилось меншим, ніж вважалося іншими гіпотезами утворення Місяця (наприклад, гіпотезою одночасного формування Місяця та Землі як наслідок синестії
). Водночас, такий малий розмір ядра добре вписується в теорію зіткнення, в якій вважається, що Місяць утворився переважно з викинутої під час удару більш легкої речовини мантії Землі та тіла, що зіткнулося з нею, в той час як важке ядро цього тіла занурилося і злилося з ядром Землі.
Крім самого факту існування Місяця, теорія пояснює і дефіцит в земній корі фельзичних («світлих») і проміжних порід, яких недостатньо для повного покриття поверхні Землі. В результаті ми маємо материки, які складаються з відносно легких фельзичних порід, і океанічні басейни, які складаються з темніших і важчих металовмісних порід. Така різниця у складі порід дозволяє функціонувати системі тектонічних рухів літосферних плит, які утворюють земну кору.
Також вважається, що нахил земної осі і саме обертання Землі — наслідок саме цього зіткнення.

## Тея
Докладніше: Тея

Тейя утворилася в точці Лагранжа L4, потім перейшла на хаотичну орбіту, наблизилася до Землі та зіткнулася з нею. Одна «петля» орбіти займає один рік. Земля показана нерухомою (система відліку, що обертається)

На думку деяких вчених, зіткнення тіла розміром як Марс із Землею під таким кутом, щоби не зруйнувати планету, у поєднанні з «вдалим» кутом нахилу осі Землі (який забезпечує зміну пір року), плюс створення умов для потужної літосферної тектоніки (яка забезпечує відтворення «вуглецевого циклу»), — все це може бути свідченням на користь малої ймовірності виникнення життя взагалі, і, відповідно, вкрай малої ймовірності існування життя у найближчих областях Всесвіту. Ця гіпотеза отримала назву «гіпотеза виняткової Землі» (англ. Rare Earth).
Однак у статті [Архівовано 10 січня 2016 у Wayback Machine.], яка вийшла 2004 року, Едвард Белбруно і Річард Готт зробили припущення, що гіпотетична протопланета Тейя, яка зіткнулася з Землею, могла сформуватися в одній з точок Лагранжа системи Земля–Сонце — L4 або L5, а потім перейти на хаотичну орбіту, наприклад у підсумку гравітаційних збурень з боку інших планет, і вдарити Землю на більш-менш низькій швидкості.
Такий механізм суттєво підвищує ймовірність зустрічі небесного тіла із Землею за певних параметрів зіткнення.
Моделювання, проведене 2005 року д-ром Робін Кенап, показало, що супутник Плутона Харон міг також утворитися приблизно 4,5 мільярда років тому від зіткнення Плутона з іншим тілом з поясу Койпера, діаметром від 1600 до 2000 км, яке вдарило планету на швидкості 1 км/с. Кенап вважає, що такий процес формування супутників планет міг бути звичною справою в молодій Сонячній системі. Такі планети на нестабільних орбітах пропадають дуже швидко після виникнення планетної системи, і обертання сучасних планет може пояснюватися цим механізмом.
У такому разі «гіпотеза унікальної Землі» зводиться лише до певного положення планети в нашій зоряній системі, великій кількості рідкої води на поверхні і важкому супутнику на низькій орбіті, який створює величезні припливи і перемішує вміст океану протягом мільярда років.